# Honda CB 400 N
La CB 400 N fu una moto naked prodotta dalla casa motociclistica giapponese Honda nel decennio 1978 - 1988. Al classico acronimo CB (city bike) si aggiunge ora N, a sottolineare la caratteristica Naked.

## Contesto
Dotata di un motore bicilindrico da 395 cm³ che erogava, nelle ultime versioni, circa 32 kW (43 CV) di potenza e di un cambio a 6 marce, ottenne un buon successo di vendite in Italia, soprattutto per il prezzo accessibile e per i costi di gestione minimi. Inoltre la linea era più moderna rispetto al precedente modello Honda CB 400 Four ed anche più filante in quanto i 2 cilindri non sporgevano ai lati del telaio, come avveniva per i 4 della precedente.
Cerchi in lega, anteriore da 19', posteriore da 18', argentati nelle prime versioni e dorati nelle ultime; trasmissione finale a catena; freno anteriore a doppio disco, posteriore a tamburo; accensione elettronica CDI.
Capace di superare, nelle ultime versioni, i 160 km/h, aveva un consumo di circa 18 km - litro nell'uso urbano, e oltre 22 km - litro nell'extraurbano. Le dimensioni e il peso contenuto la rendevano di facile utilizzo, ottenendo così acquirenti anche tra persone normalmente non motocicliste. Derivata dal precedente modello Twin, i primi esemplari prodotti si distinguevano dai successivi per il parafanghino anteriore cromato, per i diversi adesivi sul serbatoio e sui fianchetti nonché per la presenza, sul lato destro, del pedalino d'avviamento. Quest'ultimo sparì sui modelli seguenti, in cui il parafango anteriore divenne in plastica di colore uguale al resto del mezzo.
Negli stessi anni era in vendita anche la sorella minore di cilindrata ridotta a 250 cm³, del resto poco nota e poco importata in Italia.
Alla fine degli anni ottanta, la strategia commerciale e l'avvento delle stradali carenate, simili alle moto da competizione, determinarono la sua uscita di scena. Attualmente, visto l'enorme numero di esemplari venduti all'epoca, è facilmente reperibile sul mercato del collezionismo d'epoca, e anche tra l'usato tradizionale, sebbene per diversi aspetti tecnici non rispetti le attuali normative vigenti.